# Sido Muncul
PT Industri Jamu Dan Farmasi Sido Muncul Tbk – indonezyjskie przedsiębiorstwo z branży ziołoleczniczej. Zostało założone w 1940 roku.
Portfolio firmy obejmuje m.in. zioła lecznicze, napoje energetyzujące i słodycze.
Wśród produktów znajdujących się w ofercie firmy są m.in.: Tolak Angin, Kuku Bima Energi, Alang Sari Plus, Kopi Jahe Sido Muncul, Kuku Bima Kopi Ginseng, Susu Jahe, Jamu Komplit, Kunyit Asam.
Siedziba Sido Muncul znajduje się w mieście Semarang.